# Xorides ruficeps
Xorides ruficeps là một loài tò vò trong họ Ichneumonidae.